# 片山八幡社
片山八幡社（かたやまはちまんしゃ）は、愛知県小牧市にある八幡神社（神社）である。『延喜式神名帳』の尾張国春日部郡に記す「片山神社」の論社で、社格は旧郷社。

## 祭神
- 応神天皇
- 少彦名命

## 由緒
由緒によれば創建は貞観13年(871年)5月15日。現在の京都府八幡市にある石清水八幡宮の祭神を分霊し、この地に祭ったのが始まりとされている。